# 外岡真徳
外岡 真徳（とのおか まさのり、1973年5月25日 - ）は、日本の男性空手家、総合格闘家。全真空手道連盟 全真会館所属。空手五段。

## 来歴
1995年10月8日、カラテワールドカップ '95に出場し、3回戦で金泰泳に判定負け。
2000年9月10日、第2回ウェイト制オープントーナメント全日本空手道選手権大会（中量級）に出場。決勝で村尾健司に勝ち、優勝を果たした。
2001年9月2日、第3回ウェイト制オープントーナメント全日本空手道選手権大会（軽重量級）に出場。決勝で沢田秀男に敗れ、準優勝となったものの、審議委員特別賞を受賞。
2002年9月1日、第4回ウェイト制オープントーナメント全日本空手道選手権大会（軽重量級）に出場。決勝で子安慎悟に勝ち、優勝。2階級制覇を達成した。
2004年5月2日、第15回全日本新空手道選手権大会・K-2トーナメント（重量級）に出場。準決勝で高萩勉に敗れ、3位となった。
2004年9月5日、第6回ウェイト制オープントーナメント全日本空手道選手権大会（重量級）に出場。決勝で沢田秀男に敗れ、準優勝。
2005年3月20日、全日本キックボクシング連盟認定の選手育成大会「TRIAL LEAGUE.1」でキックルール初挑戦。メインイベントで悠羽輝と対戦し、3Rにパンチでダウンするなどして判定負け。
2005年9月4日、第7回ウェイト制オープントーナメント全日本空手道選手権大会（重量級）に出場。決勝で沢田秀男に判定勝ちし、優勝。3階級制覇を達成した。
2006年9月3日、第18回オープントーナメント全日本空手道選手権大会に出場。決勝で沢田秀男に勝ち、優勝を果たした。
2006年10月28日、MARS 05でウィル・リーバとキックボクシングルールで対戦。1Rに左フックで1度、2Rに右ストレート、フック連打で2度ダウンを奪ったが、3Rにダウンを奪い返されるなどしたが、辛うじて判定勝ち。
2007年9月2日、第8回ウェイト制オープントーナメント全日本空手道選手権大会（重量級）に出場。決勝で沢田秀男に敗れ、準優勝となった。
2007年10月28日、総合格闘技デビュー戦となったHERO'S KOREA 2007のオープニングファイトでRYOと対戦し、スタンドパンチ連打でTKO負け。
2008年7月27日、DEEP 36 IMPACTのDEEP 対 正道会館でYABUと対戦し、右ストレートでKO勝ち。
2008年9月7日、第9回ウェイト制オープントーナメント全日本空手道選手権大会 重量級に出場。決勝で沢田秀男に勝ち、優勝を果たすと共に最優秀選手賞も受賞した。
2008年9月23日、DREAM初参戦となったDREAM.6で秋山成勲と対戦し、腕ひしぎ十字固めで一本負け。秋山とは正道会館で一緒に練習していた事もあったが、「人間的には合わないタイプ」と秋山を評した。
2009年9月13日、第19回オープントーナメント全日本空手道選手権大会に出場。決勝で沢田秀男に勝ち、優勝を果たすと共に最優秀選手賞も受賞した。

## 戦績

### 総合格闘技
| 総合格闘技 戦績 | 総合格闘技 戦績 | 総合格闘技 戦績 | 総合格闘技 戦績 | 総合格闘技 戦績 | 総合格闘技 戦績 | 総合格闘技 戦績 |
| --------------- | --------------- | --------------- | --------------- | --------------- | --------------- | --------------- |
| 3 試合          | (T)KO           | 一本            | 判定            | その他          | 引き分け        | 無効試合        |
| 1 勝            | 1               | 0               | 0               | 0               | 0               | 0               |
| 2 敗            | 1               | 1               | 0               | 0               | 0               | 0               |

| 勝敗 | 対戦相手 | 試合結果                          | 大会名                                | 開催年月日     |
| ×    | 秋山成勲 | 1R 6:26 腕ひしぎ十字固め          | DREAM.6 ミドル級グランプリ2008 決勝戦 | 2008年9月23日  |
| ○    | YABU     | 1R 3:37 KO（右ストレート）        | DEEP 36 IMPACT                        | 2008年7月27日  |
| ×    | RYO      | 1R 1:30 TKO（スタンドパンチ連打） | HERO'S KOREA 2007                     | 2007年10月28日 |

### キックボクシング
| 勝敗 | 対戦相手       | 試合結果       | 大会名                                       | 開催年月日     |
| ○    | ウィル・リーバ | 3R終了 判定3-0 | MARS 05 "MARCHING ON"                        | 2006年10月28日 |
| ×    | 悠羽輝         | 3R終了 判定0-2 | 全日本キックボクシング連盟「TRIAL LEAGUE.1」 | 2005年3月20日  |

## 獲得タイトル
- 正道会館 第2回ウェイト制オープントーナメント全日本空手道選手権大会（中量級） 優勝（2000年）
- 正道会館 第3回ウェイト制オープントーナメント全日本空手道選手権大会（軽重量級） 準優勝（2001年）
- 正道会館 第4回ウェイト制オープントーナメント全日本空手道選手権大会（軽重量級） 優勝（2002年）
- 正道会館 第6回ウェイト制オープントーナメント全日本空手道選手権大会（重量級） 準優勝（2004年）
- 正道会館 第7回ウェイト制オープントーナメント全日本空手道選手権大会（重量級） 優勝（2005年）
- 正道会館 第18回オープントーナメント全日本空手道選手権大会 優勝（2006年）
- 正道会館 第8回ウェイト制オープントーナメント全日本空手道選手権大会（重量級） 準優勝（2007年）
- 正道会館 第9回ウェイト制オープントーナメント全日本空手道選手権大会（重量級） 優勝（2008年）
- 正道会館 第19回オープントーナメント全日本空手道選手権大会 優勝（2009年）